# Museo de la Semana Santa (Villaviciosa)
El Museo de la Semana Santa de Villaviciosa se encuentra en la localidad asturiana de Villaviciosa.
El museo fue creado por la cofradía de Nuestro Padre Jesús Nazareno fundada en 1668, y abarca una sala de exposición. En esta sala de exposición se muestra una colección del patrimonio cofrade con piezas de imaginería y pasos procesionales. 
Completando la colección podemos ver fotografías sobre la historia de la cofradía, documentos y demás cosas relacionadas con la cofradía.